# Bomba de Abbot
La Bomba de Abbot (Abbot pump), es una pequeña bomba portátil que se utiliza para administrar soluciones o medicamentos a través de un sistema de infusión intravenosa. Tiene la particularidad de que puede ajustarse y calibrarse con gran precisión. Es parecida a la bomba de Harvard, pero la tasa de flujo puede aumentarse o disminuirse con incrementos menores.
- Datos: Q5731734